# فاليسكاردا
فاليسكاردا، (بالإنجليزية: Vallesaccarda)‏، هي مدينة و(بلدية) في مقاطعة أفيلينو، كامبانيا، جنوب إيطاليا.

## السكان
في سنة 1861 بلغ عدد السكان 1٬146 نسمة، وتطور العدد ليصل في سنة 2011 لـ 1٬418 نسمة.
يظهر هذا المخطط البياني تطور النمو السكاني لـ فاليسكاردا

## = مراجع
1. ↑  "Superficie di Comuni Province e Regioni italiane al 9 ottobre 2011" (بالإيطالية). Istituto nazionale di statistica. Retrieved 2019-03-16.
2. ↑   https://demo.istat.it/?l=it. {{استشهاد ويب}}: |url= بحاجة لعنوان (مساعدة) والوسيط |title= غير موجود أو فارغ (من ويكي بيانات) (مساعدة)
3. ↑  GeoNames (بالإنجليزية), 2005, QID:Q830106
4. ↑  بيانات من موقع ISTAT - Istituto nazionale di statistica (ISTAT);  اطلع عليه بتاريخ 28-12-2012. نسخة محفوظة 7 فبراير 2020 على موقع واي باك مشين.